# Isidor de Quios
Isidor de Quios o Isidori —el nom pel que és anomenat a Mollerussa, d'on és patró— (Alexandria, Egipte, s. III - Quios, Grècia, 251) fou un marí egipci, cristià i màrtir durant les persecucions de l'emperador Deci. És venerat com a sant a tota la cristiandat.

## Hagiografia
Diverses fonts expliquen la vida del sant amb nombrosos detalls llegendaris, de vegades contradictoris. De fet, la multiplicitat de fonts i les nombroses relíquies existents en diferents llocs fan que sigui difícil esbrinar si realment existí o no.
Segons la tradició, nasqué a Alexandria d'Egipte en una família cristiana. Era soldat a l'armada romana imperial i fou cridat a files. Un edicte de l'emperador Deci ordenà que tots els soldats retessin culte i fessin sacrificis als déus pagans sota pena de mort. En no voler fer-ho, fou denunciat mentre era a l'illa grega de Quios, a la mar Egea. Malgrat ésser torturat, no volgué abjurar de la seva fe i fou decapitat, i el seu cos llençat a un pou.
Una tradició deia que els seus amics Amoni i Mírope de Quios, després també màrtirs i sants, en recolliren el cos i el sebolliren a l'illa.

## Veneració
Mírope fou també sebollida al mateix lloc i ambdues tombes foren meta de pelegrinatge, en parlar-se de miracles per la seva intercessió. S'hi construí una capella al segle v, potser corresponent a les actuals ruïnes d'una església a Cora.
El culte a Isidor s'estengué per tota la Mediterrània des de Quios i Constantinoble, i s'hi venerà com a patró dels mariners. Les restes foren portades a la Basílica de Sant Marc de Venècia, on es veneren en una capella. És especialment rellevant en l'Església Ortodoxa Copta, on és un sant popular equivalent a Sant Jordi en el món catòlic.
La coincidència al món catòlic de la seva festa, el 14 de maig, amb la de Sant Isidre el Llaurador, de nom similar i el 15 de maig, ha fet que en alguns casos se n'hagi confós l'advocació i barrejat el culte.
És sant patró de Mollerussa i de La Pera, en honor del qual s'hi fan les festes de Sant Isidori, i a Castella fou venerat al monestir de San Isidro de Dueñas (Dueñas, província de Palència).